# Épieds (Aisne)
Épieds es una comuna francesa situada en el departamento de Aisne, de la región de Alta Francia.

## Geografía
Épieds está situada a 7 km al noreste de Château-Thierry

## Demografía
| 206 | 192 | 175 | 232 | 332 | 332 | 386 | 384 |
| Para los censos de 1962 a 1999 la población legal corresponde a la población sin duplicidades (Fuente: INSEE [Consultar]) |     |     |     |     |     |     |     |